# والدمار تیتگنس
والدمار تیتگنس (انگلیسی: Waldemar Tietgens; ۲۶ مارس ۱۸۷۹ – ۲۸ ژوئیهٔ ۱۹۱۷) قایقران روئینگ اهل آلمان بود.
وی در مسابقات کشوری و بین‌المللی در مجموع برندهٔ ۱ مدال طلا شده‌است.